# Erwin Blumenfeld
Erwin Blumenfeld (Berlijn, 26 januari 1897 - Rome, 4 juli 1969) was een Duits-Amerikaanse fotograaf, hoofdzakelijk actief in modefotografie en portretkunst. Hij experimenteerde veel met vorm, belichting en inhoud, vooral in de jaren van 1940 tot 1960. Zijn werk heeft vaak een dromerige of surrealistische kwaliteit. 
Hij begon zijn carrière in Nederland. Hoewel Blumenfeld negatief terugkeek op zijn tijd in Nederland, bleek deze periode van wezenlijk belang voor zijn artistieke vorming. De combinatie van geringe commerciële druk en de steun van ruimdenkende vrienden gaf hem de vrijheid om zijn eigen stijl te ontplooien. De experimenten in Nederland legden de basis voor zijn latere artistieke en commerciële succes in Parijs en New York. Blumenfeld behoorde, samen met Paul Citroen en in mindere mate Éva Besnyő, tot de pioniers van de moderne portretfotografie in Nederland.

## Levensloop
Blumenfeld werd geboren uit atheïstische, joods-vrijdenkende ouders. In 1903 ging hij naar het humanistische Askanisches Gymnasium in Kreuzberg (Berlijn), en raakte er bevriend met Paul Citroen. Toen hij op 10-jarige leeftijd voor een blindedarmontsteking een operatie moest ondergaan, kreeg hij als beloning zijn eerste camera. Hij was 14 toen hij zijn eerste zelfportret maakte.
In 1913 overleed zijn vader en ging hij in de leer bij een groothandel in dameskleding. Hij bevond zich, samen met Paul Citroen, in kunstenaarskringen rond George Grosz en Else Lasker-Schüler. Met Grosz waren zij betrokken bij het Berlijnse dadaïsme. In 1917 werd hij als ambulancier in het Duitse leger ingedeeld en diende aan het front, waar hij vooral lijken vervoerde en als administrateur voor een legerbordeel werkte. Na de Eerste Wereldoorlog verhuisde Blumenfeld naar Nederland. Na aanvankelijk als assistent in een boekhandel te hebben gewerkt, keerde hij terug naar zijn oorspronkelijke beroep en trad in dienst als inkoper bij Gerzon. In 1920 begon Blumenfeld met het gebruiken van het pseudoniem Jan Bloomfield voor zijn dadaïstisch werk. Hij noemde zichzelf in 1921 op een ansichtkaart aan Tristan Tzara "Bloomfield President Dada-Chaplinist".  Hij richtte samen met Paul Citroen de fictieve Hollandse Dadacentrale op en tekende een petitie tegen het verbod op Chaplins films in Duitsland.  
In 1921 trouwde hij met een nichtje van Paul Citroen, Lena Citroen, met wie hij al vanaf 1915 een briefwisseling had onderhouden. In 1923 opende hij  in Amsterdam de Fox Leather Company, een luxe tassen- en lederwarenwinkel, in de Kalverstraat 116.
In zijn vrije tijd fotografeerde Blumenfeld aanvankelijk zonder professionele bedoelingen zijn familie in huiselijke sfeer, wat hem de ruimte gaf om op speelse wijze de basis te leggen voor zijn eigen stijl. Zijn eerste model was Paul Citroen, die al vanaf hun jeugd een belangrijke rol speelde in Blumenfelds speelse fotografische experimenten. Tussen 1923 en 1935 combineerde hij zijn lederwarenwinkel met experimentele fotografie, het schrijven van absurdistische gedichten en verhalen, schilderen, en het vervaardigen van dada-collages. Blumenfeld portretteerde tal van culturele prominenten uit het interbellum, zoals Paul Citroen, Carel van Lier, Charley Toorop, Ernst en Karin van Leyden, Jan Kalf, Wim Schuhmacher, Raoul Hynckes, Chana Orloff en John Rädecker, niet vanwege zijn bekendheid als fotograaf, maar omdat hij actief was in dezelfde avant-gardistische kringen. De foto's waren nog vooral experimenteel qua inhoud, niet wat betreft techniek. In deze portretten zocht hij niet naar een typering van het individuele model, maar benutte hij hen om zijn eigen visie tot uitdrukking te brengen.
In 1932 toonde Blumenfeld zijn fotografisch werk aan het door hem bewonderde tijdschrift Der Querschnitt, dat zijn werk echter afwees. In datzelfde jaar wist hij echter als eerste fotograaf te exposeren in de Kunstzaal van zijn vriend Carel van Lier.  Deze expositie, Erwin Blumenfeld. Foto’s, wekte verontwaardiging bij de gevestigde fotografiewereld: zijn experimentele werk werd als ongepast gezien in een ruimte die voor hen vrijwel onbereikbaar was. De kritiek in vakbladen was dan ook fel. Binnen het conservatieve milieu van vakfotografen kreeg Blumenfeld geen erkenning, maar in avant-gardistische kunstenaarskringen werd zijn werk wél gewaardeerd. Na de kritiek op zijn technische tekortkomingen, groeide Blumenfeld binnen een jaar uit tot een meester in de donkere kamer. Hij experimenteerde met solarisatie, doordrukken en tegenhouden, dubbeldruk en rigoureuze uitsnijdingen. Blumenfeld was een groot bewonderaar van Man Ray. Met zijn tentoonstelling Cinquante têtes de femmes, in 1933, benadrukte Blumenfeld dat de vrouw zijn favoriete onderwerp was; in Nederland ontwikkelde hij hiervoor een herkenbare visie die zijn latere werk blijvend zou kenmerken. Deze tweede tentoonstelling werd door kunstcritici gunstiger ontvangen. Nadien had hij nog tentoonstellingen in de Toonzaal Sierkunst in Arnhem, Studio 22 in Rotterdam en de Esher Surrey Gallery in Den Haag. Bovendien nam hij deel aan een door Paul Citroen georganiseerde groepstentoonstelling in de Nieuwe Kunstschool in Amsterdam.
In 1933 reageerde Blumenfeld op Hitlers machtsovername met een fotomontage die de ontmenselijking van de dictator uitbeeldt. Hij combineerde een portret van Hitler met een afbeelding van een schedel. Deze foto werd in de Tweede Wereldoorlog bij miljoenen als Amerikaans strooibiljet boven Duitsland afgeworpen. In 1934 werkte Blumenfeld kort voor de Duitse filmstudio UFA om hun sterren te portretteren, maar hij vertrok voortijdig vanwege de toenemende druk van het naziregime. Een jaar later ws hij korte tijd actief als setfotograaf voor de film Pension Mimosas, geregisseerd door de Fransman Jacques Feyder.

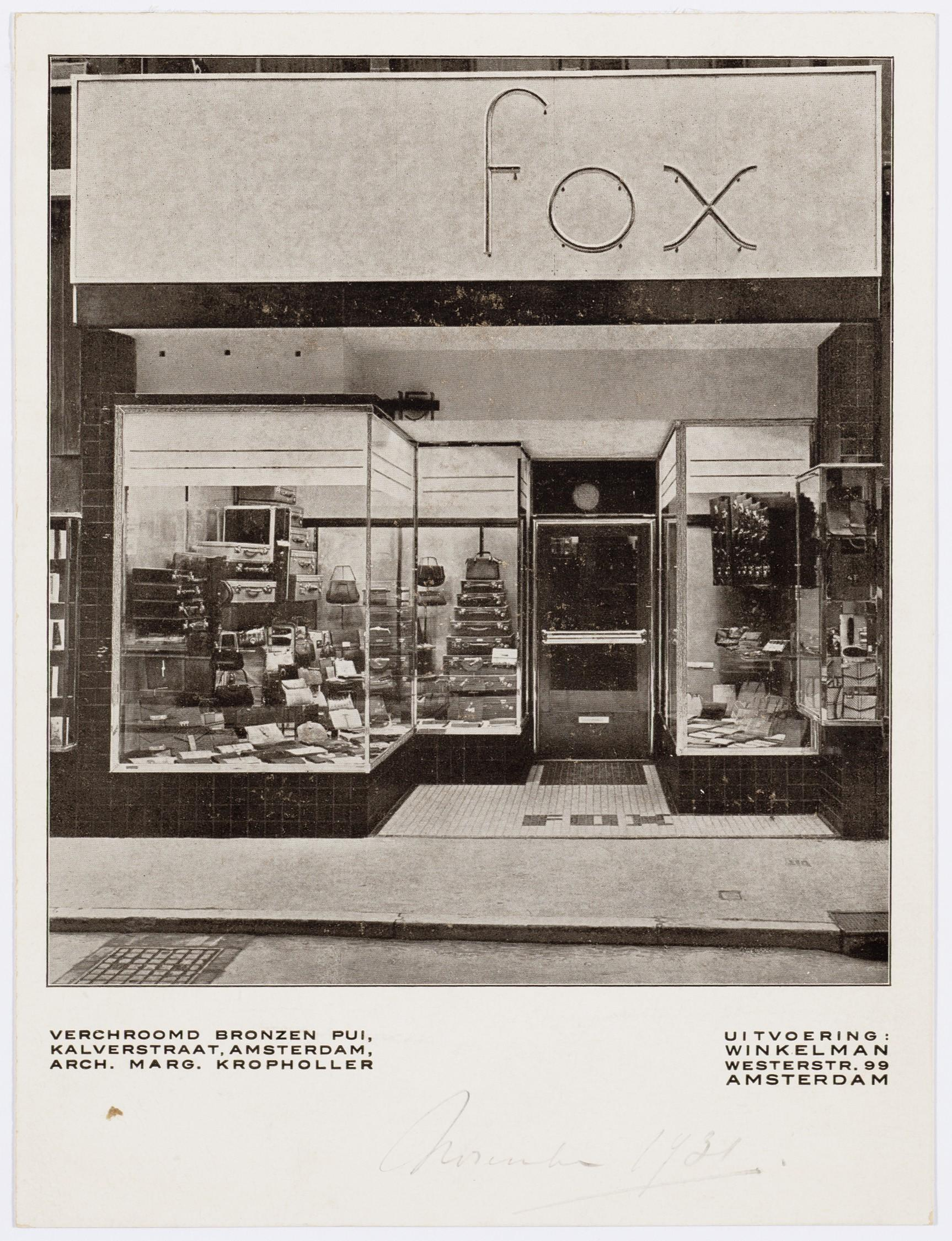
Fox Leather Company, Blumenfelds, door Margaret Staal-Kropholler ontworpen, lederwarenwinkel in de Kalverstraat 151, waar hij zijn eerste fotostudio had

Het portret Tara Twain, My first American girl in 1935 betekende voor Blumenfeld de doorbraak naar een internationaal publiek. Na publicatie van dit werk in 1936 in het Franse tijdschrift Arts et Métiers Graphiques kreeg zijn werk een plaats binnen de internationale moderne fotografie.
In 1936 ging zijn lederwarenwinkel failliet, en bleef voor hem alleen de fotografie over. Hij had kennis gemaakt met Geneviève Rouault, dochter van de schilder Georges Rouault. Zij bood aan om zijn foto's tentoon te stellen in haar tandartspraktijk in Parijs. In 1936 verhuisde Blumenfeld naar Parijs, waar hij onder anderen Georges Rouault en Henri Matisse portretteerde. Galerie Billiet toonde zijn portretten. Het kunsttijdschrift Verve drukte 17 foto's van hem af, en ook het surrealistisch georiënteerde blad Minotaure besteedde aandacht aan hem. Deze foto's trokken de aandacht van Cecil Beaton, die zijn talent herkende en hem hielp aan een contract bij Vogue. Dankzij contacten als Beaton en Tériade wist Blumenfeld door te dringen tot vooraanstaande modetijdschriften. In het nog jonge vakgebied van de modefotografie bracht hij vernieuwing en eigenheid. In 1937 werd de fotomontage van Hitlers gezicht ook in Galerie Billiet getoond wat leidde tot een officiële klacht van de Duitse ambassadeur en vernieling van de galerie. In 1939 reisde hij voor het eerst naar de Verenigde Staten en kreeg van het Amerikaanse blad Harper's Bazaar de opdracht om in Parijs de voorjaarscollectie te fotograferen. 
In aanloop van de Tweede Wereldoorlog werd hij in Frankrijk met een Duits paspoort als ongewenst vreemdeling geïnterneerd. Na omzwervingen langs meerdere interneringskampen, vluchtte hij in 1941 met zijn gezin naar New York, waar hij aanvankelijk een studio deelde met de modefotograaf Martin Munkácsi. In december 1941 maakte hij zijn eerste omslag in kleur. Blumenfeld groeide uit tot een van de best betaalde modefotografen ter wereld. Hij maakte duizenden foto's voor tijdschriften als Life, Harper's Bazaar, Cosmopolitan en Vogue. Vanaf 1955 raakte zijn modefotografie op de achtergrond en richtte hij zich voornamelijk op reclamewerk, waarmee aanzienlijk meer te verdienen viel.
Blumenfeld stelde een overzichtswerk My 100 best photos samen. Hij schreef ook de autobiografie Einbildungsroman. Pogingen om het boek bij Duitse uitgeverijen onder te brengen liepen op niets uit, vermoedelijk vanwege de uitgesproken anti-Duitse toon. De biografie verscheen 7 jaar na zijn dood eerst in het Frans onder de titel Jadis et Daguerre. In het Nederlands werd het uitgebracht onder de titel Spiegelbeeld.
Blumenfeld was kritisch tegenover veel zaken en beschreef zichzelf als een "geboren mopperpot". Zijn levenshouding werd gekenmerkt door een satirische en tegendraadse instelling. Hij beschouwde ouder worden als de grootste tragedie van het leven. Deze confrontatie trof hem des te sterker, omdat hij zich omringde met modellen die ogenschijnlijk eeuwig jong leken te zijn. Hij overleed in Rome aan een zelf uitgelokte hartaanval, uit angst voor ziekte en aftakeling. Vlak voor zijn overlijden, zijn autobiografie was al klaar, schreef hij nog een pagina waarop hij zijn dood leek aan te kondigen. Hij werd in Rome begraven.
In Nederland wordt zijn werk bewaard in  het Rijksprentenkabinet in Leiden, het Stedelijk Museum Amsterdam en het Haags Gemeentemuseum. Tentoonstellingen vonden plaats in onder andere het Fotomuseum Den Haag (2006) en het Joods Historisch Museum (1999).